# Bain-de-Bretagne
Bain-de-Bretagne (Baen-Veur in bretone, Boen in gallo) è un comune francese di 7 431 abitanti situato nel dipartimento dell'Ille-et-Vilaine nella regione della Bretagna.

## Società

### Evoluzione demografica
Abitanti censiti